# Marathon Oil Corporation
Marathon Oil Corporation — американская нефтегазовая компания. Штаб-квартира — в Хьюстоне, штат Техас, основные нефтедобывающие активы находятся в США, а также в Экваториальной Гвинее. В списке крупнейших компаний мира Forbes Global 2000 за 2022 год заняла 1334-е место (1981-е по размеру выручки, 1149-е по чистой прибыли, 1703-е по активам и 979-е по рыночной капитализации).
В ноябре 2024 года Marathon Oil была поглощена корпорацией ConocoPhillips в сделке стоимостью 22,5 млрд долларов.

## История
Компания была основана в 1887 году под названием The Ohio Oil Company (Нефтяная компания Огайо). С 1889 по 1911 год входила в состав треста Standard Oil Джона Д. Рокфеллера. В 1930 году купила Transcontinental Oil Company, тогда же начала использовать бренд Marathon. В 1962 году изменила название на Marathon Oil Company.
В 1989 году была поглощена сталелитейной группой U.S. Steel, в следующем году штаб-квартира была перенесена из Огайо в Хьюстон. 

В 1998 году было создано совместное нефтеперерабатывающее предприятие с Ashland Inc., названное Marathon Ashland Petroleum. 

В 2002 году холдинг из U.S. Steel и Marathon распался, Marathon Oil Corporation получила независимость. В 2005 году была выкуплена доля партнёра в Marathon Ashland Petroleum, а в 2011 году подразделение нефтепереработки и торговли нефтепродуктами был выделен в самостоятельную компанию Marathon Petroleum.
В России Marathon до мая 2006 года владела 100 % акций зарегистрированной в США Khanty Mansiysk Oil Corporation (приобретена в 2003 году за $275 млн), контролирующей «Хантымансийскнефтегазгеологию» (ХМНГГ), «Назымгеодобычу» и «Пайтых Ойл» с суммарными извлекаемыми запасами около 40 млн т. (общая годовая добыча — 1 млн т нефти). В 2006 году компания объявила о продаже российского бизнеса «Лукойлу» за $787 млн.
В 2013 году были проданы нефтедобывающие активы в Анголе, в 2014 году — в Норвегии, в 2018 году — в Ливии; взамен в 2017 году были куплены активы в Пермском бассейне.

## Собственники и руководство
Ли Тиллман (Lee M. Tillman, род. в 1961 году) — председатель совета директоров с 2019 года, президент и главный исполнительный директор с 2013 года, до этого работал в ExxonMobil (в Exxon с 1989 года).

## Деятельность
Доказанные запасы углводородов на конец 2021 года составляли 1,106 млрд баррелей в нефтяном эквиваленте, из них нефти 570 млн баррелей, газового конденсата — 218 млн баррелей, природного газа — 54,1 млрд м³. На США приходится 89 % запасов, остальное — на Экваториальную Гвинею.
Средний уровень добычи в 2021 году составлял 347 тыс. баррелей в нефтяном эквиваленте в сутки. Добыча нефти и газового конденсата составляла 241 тыс. баррелей, природного газа — 18,1 млн м³.
Основные месторождения по уровню добычи: Баккеновская формация (112 тыс. баррелей), Игл-Форд (89 тыс. баррелей), штат Оклахома (54 тыс. баррелей), Пермский бассейн (23 тыс. баррелей), шельф Экваториальной Гвинеи (61 тыс. баррелей).
Средняя себестоимость добычи 1 барреля — 10 долларов в США и 2,5 доллара в Африке.
Крупнейшими покупателями нефти и газа являются Marathon Petroleum (17 %) и Valero Energy (10 %).